# 帯脈病
帯脈病（たいみゃくびょう）とは奇経の一つである帯脈の病である。

## 症状
主に腹部の脹満、臍から腰周りの痛み、女性では赤白帯下などが起こるとされている。

## 治療
鍼灸においては帯脈を参照。